# Unstable Orbits in the Space of Lies
Unstable Orbits in the Space of Lies (deutsch Instabile Orbits im Raum der Lügen) ist eine Science-Fiction-Kurzgeschichte des australischen Schriftstellers Greg Egan, zuerst veröffentlicht in Interzone #61 im Juli 1992. Die Kurzgeschichte wurde ebenfalls in den Sammlungen Axiomatic im Jahr 1995 und The Best of Greg Egan im Jahr 2019 veröffentlicht.

## Handlung
Durch ein unerklärtes Phänomen nehmen Menschen fortan die Überzeugungen ihrer umgebenden Mitmenschen an, wodurch scharfe Grenzen in Kultur und Religion entstehen. Zudem gibt es Attraktoren ähnlich wie bei der Gravitation. Obwohl der Protagonist lieber zwischen diesen durch ein postapokalyptische Welt mit beschädigter Infrastruktur reist, um nicht eingesogen zu werden, ist oft der alte Konflikt zwischen Wissenschaft und Religion spürbar sowie Züge in Richtung von Rationalität, Solipsismus und Nihilismus. Dadurch versteht der Protagonist, ebenfalls in einem Glaubenssystem zu stecken, welches sich jedoch in wandelnden Pfaden statt festen Stellen manifestiert.

## Auszeichnungen
Unstable Orbits in the Space of Lies erreichte den vierundzwanzigsten Platz des Locus Award für beste Novelette im Jahr 1993 und den vierten Platz von Asimov’s Science Fiction Magazine Readers’ Award im Jahr 1993. Unstable Orbits in the Space of Lies war ebenfalls für den japanischen Seiun-Preis im Jahr 1997 nominiert gewesen.

## Kritik
Karen Burnham schrieb in Greg Egan (Masters of Modern Science Fiction), dass die Kurzgeschichte, ebenso wie Ein zugriffssicheres Schließfach, so unwissenschaftlich ist wie Greg Egan nur wird („is just about as non-scientific as Egan gets“). Trotzdem sei es eine seltene unter seinen Kurzgeschichten, in welcher die fantastische Prämisse zwar nicht wissenschaftlich tragbar ist, aber doch rigoros entwickeltl wird („is a rare Egan story in which the fantastic premise is not scientifically supported (although it is rigorously developed)“). Über ihre Interpretation schreibt sie: Können wir jemals wissen, wie viele unserer Gedanken und Überzeugungen „unsere eigenen“ sind und wie viele „nur“ das Ergebnis nicht hinterfragter Annahmen und Glaubensvorstellungen sind? Bei alldem gibt es natürlich immer noch ein „Ich“, einen festen Kern der Persönlichkeit, der über den freien Willen zum Handeln verfügt. („Can we ever know how many of our thoughts and beliefs are 'our own' and how many are 'merely' the result of unexamined assumptions and faith? Throughout it all, of course, there is still an 'I', a solid core of personality that has free will to act.“)
Jon Evans schreibt im Reactor Magazine, dass die Kurzgeschichte auf einer Ebene über seltsame Attraktoren ist, aber auf der andere ebenso packenden über Glauben und Einsamkeit („on one level is about strange attractors, but on another, just as compelling, is about belonging and belief and loneliness“).
Russell Letson schreibt im Locus Magazine, dass die Kurzgeschichte irgendwo zwischen einer borgesschen Fabel und einem Comic-Inferno im alten Galaxy-Stil liegt: Eine wörtliche Metapher,  mit Science-Fiction-Genauigkeit ausgearbeitet („lies somewhere between a Borgesian fable and an old Galaxy-style comic inferno: a literalized metaphor worked out with science-fictional rigor“).